# باغاية

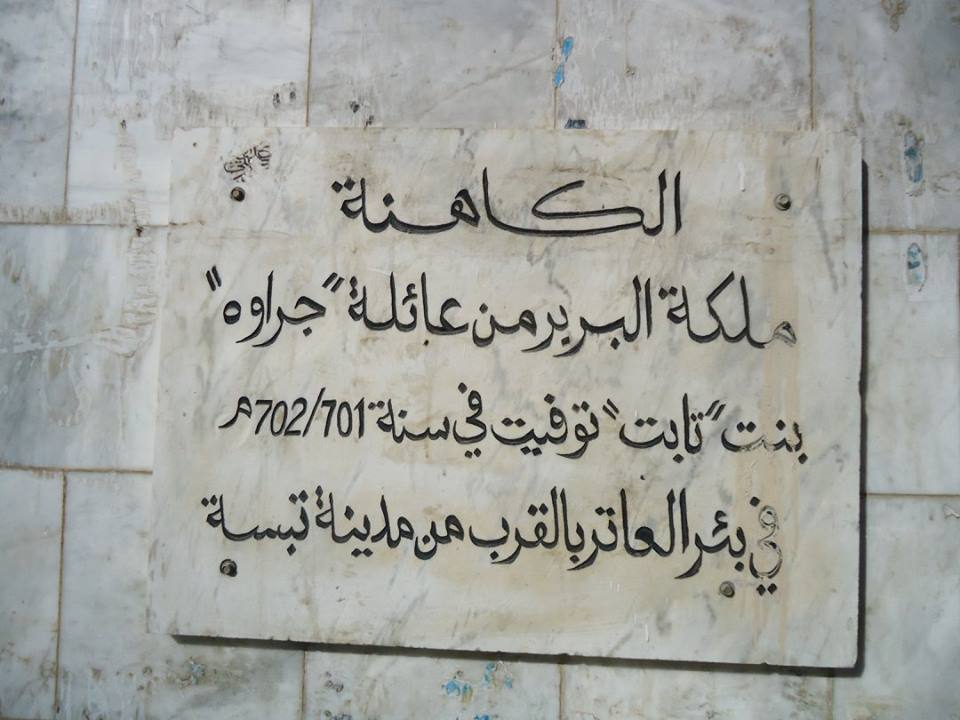

باغاية هي مدينة أمازيغية جزائرية. تقع في ولاية ماسكولا (خنشلة حاليا). وهي مدينة تاريخية بامتياز معقل لعدة حضارات وشاهدة على عدة حقب الرومانية والبيزنطية. والأمازيغية التي تعتبر الحضارة الأصلية لها. حكمها الملك گايا ༺gaïa༻ والد ماسينيسا. وانتهى الحكم الأمازيغي في عهد الملكة ديهيا التي لقبها العرب بالكاهنة.
ذكرها المؤرخون في كتبهم:
ابن حوقل مدينة ذكر باغاي في (القرن 10) فقال: وجبل أوراس منها على أميال وفيه الميّاه الكثيرة والعمارة الدّائمة وأهله قومُ سوءٍ وطوله نحو اثني عشر يوماً، وهم مستطيلون على من جاورهم من البربر. وقال أيضا: ومنها (أي: مدينة باغاي) إلى دوفانة إلى قرية بجبل أوراس لها سكّان من اللّهّان والبلد لهم ولبني عمّهم من اللّهّانيّين مرحلة
المدينة قبائل مزاتة وضريسة وكلّهم إباضية، وهم يظعنون في زمن الشتاء إلى الرمال (حيث لا مطر ولا ثلج) خوفا على نتاج إبلهم. وإلى مدينة باغاية لجأ البربر والروم وبها تحصّنوا من عقبة بن نافع القرشي
تم تحويل اسم مدينة باغاية إلى مدينة (بغاي).

## تقدر مساحاتها الاجمالية بـ 13.584 هكتار(احصائيات 2017 مديرية الفلاحة)
- المباني 33هكتار
- الغابات 455هكتار
- المراعي 370هكتار
- المساحة غير منتجة 312 هكتار

## الفلاحة
تشتهر بلدية بغاي بطابعها الفلاحي حيث تحتل المراتب الأولى ولائيا لاسيما في إنتاج الحليب  حيث من بداية أكتوبر 2015 إلى غاية جوان 2016 قدرت كمية الحليب المنتجة إلى 4607370 لتر وانتاج فاكهة كالبطيخ الاصفر والاحمر.والخضر مثل الفلقل والطماطم في فصل الصيف
تحتل بلدية بغاي الصدارة في عدد ابقار الحلوب.تدعمت البلدية حديثا باجهزة متطورة مثل الات الحلب والجرارات الحديثة والات الحصد

### المحاصيــــــــــل
- الحبوب 5400 هكتار
- الاعلاف 1090هكتار
- الخضر 184 هكتار

'الابقــــــــــــــــار'
- 'الابقار المحسنة' BLA وBLM

370+709=1079 رأس
- 'الابقار المحلية' BLL

187 رأس
'الاغنـــــــــــــام'
الغنم: 15.593 رأس غنم
الماعز: 1888رأس ماعز
'تربية النحل'
التعداد إلى غاية 2016/03/31 يصل إلى 220 خلية نحل
'الابار العميقة'
300 بئر عادي
230 بئر عميق

## السياحة

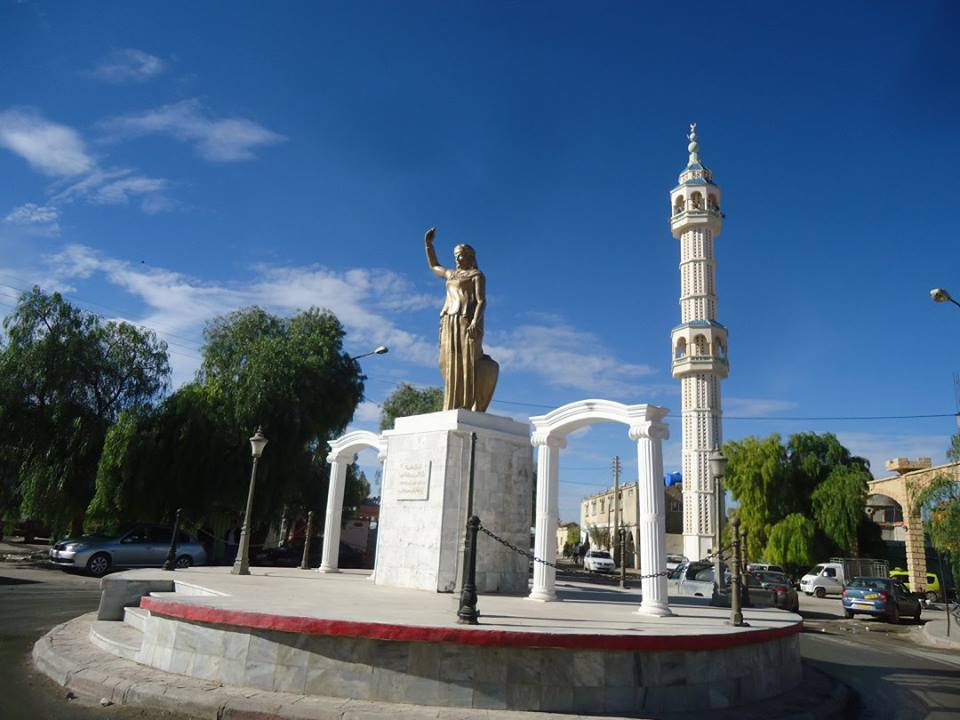
تمثال ديهيا -بغاي-

- تمثال ديهيا -بغاي-قصر بغاي ويوجد فيه قصر الكاهنة «ديهيا» قبل الاحتلال الإسلامي
- حمام لكنيف البخاري الذي يعد الثاني عالميا من حيث شفاء من عدة امراض كالروماتيزم
- تمثال الملكة ديهيا في وسط المدينة

## التعليم
توجد ببغاي 3 مدارس ابتدائية ومتوسطتين وثانوية واحدة
احتلت ثانوية شرقي زراري بغاي الصدارة باحسن نتائج بكالوريا لثلاث مرات على التوالي 2015 و2016 و 2017 .وادرجت هذه الثانوية ضمن ثانويات اليونيسكو في 2017 . كما تحصلت على جائزة احسن مؤسسة تربوية 2016 و 2017 وتحصلت على العديد من الجوائز الرياضية والثقافية....الخ
كما احتلت متوسطة عرشوش الطاهر على جائزة احسن مكتية تربوية بولاية خنشلة 